# Janko Stibiel
Janko Stibiel [stibíl], (vzdevek Vukasović), slovenski rodoljub, častnik in prostovoljec v vojskovanju Srbov proti Turkom, Bolgarom in Avstrijcem ter publicist, * 2. september 1851, Vrtovin, † 13. julij 1923, Ljubljana

## Življenje in delo
Rodil se se v slovenski kmečki družini Antonu in Tereziji Stibiel, rojeni Čermel (nečak Ivana Stibiela). V Gorici je končal ljudsko šolo, 1. in 2. razred gimnazije (1862-1865) ter 2. razreda realke (1865-1867). Nato se je vpisal na navtično šolo na Reki. Po končani navtični šoli je v letih 1870−1874 služboval v avstrijski vojni mornarici ter se nato zaposlil pri finančni inšpekciji v Gorici. Ko je leta 1875 v Hercegovini izbruhnila vstaja proti Turkom in se je Srbija pripravljala na vojno, je odšel tja ter se pridružil prostovoljnemu zboru generala Đorđa Stratimirovića (1822-1908). Ker pa Srbija ni stopila v vojno, se je preselil v Bosno v četo Petra Mrkonjića, kasnejšega srbskega kralja Petra Karađorđevića.
Leta 1976 je Stibil znova zapustil Avstrijo ter se pridružil srbskim dobrovoljcem v bojih proti Turkom.
Ko je Srbija poleti 1876 napovedala vojno Turčiji je bil kot podčastnik sprejet v redno srbsko vojsko. Po končani vojni je kot častnik služil v raznih krajih; v srbsko-bolgarski vojni leta 1885 je bil v bitki pri Slivnici hudo ranjen.
Nato je ponovno služil v raznih krajih Srbije in 1912 postal polkovnik; v balkanskih vojnah 1912-1913 je bil poveljnik glavnega stana vrhovnega srbskega poveljstva in istočasno je načeloval celotni žandarmeriji. Po sklenjenem premirju je 1913 postal poveljnik srbskega orožništva; 1914 je z orožniki sodeloval pri obrambi Beograda, udeležil se je umika čez albanske gore, in 1915 prišel s srbsko vojsko na otok Krf. Dve leti je bil na solunski fronti. Konec leta 1918 je postal pomočnik poveljnika Dravske divizijske oblasti v Ljubljani, bil 1919 premeščen v Valjevo in 1920 ponovno imenovan za pomočnika poveljnika Dravske divizijske oblasti v Ljubljani, kjer je bil nato leta 1921 tudi upokojen.
Truplo pokojnika so po njegovi želji prepeljali v domačo vas na Goriškem.
Stibiel je bil najpomembnejši slovenski prostovoljec, ki ga je jugoslovanska misel usmerila na balkanska bojišča. Zvez s Slovenijo ni nikoli pretrgal. Od 1876 je objavljal članke v slovenskih časopisih, največ v Soči in Edinosti. V Srbiji pa je predaval o zgodovini svojega naroda in mladino seznanjal s slovensko pesmijo. Pomemben je njegov spominski članek prijatelju ruskemu generalu Mihailu Dmitrijeviču Skoboljevu (1843-1882), poveljniku IV. korpusa, ki je vodil napad na turško trdnjavo Plevno, katera se je nato po dolgotrajnem obleganju 10. decembra 1877 končno vdala.

### Kazni in obsodbe
Leta 1876 se je Stibil vrnil domov na Goriško, kjer so ga za 10 dni zaprli in kaznovali še s 50 goldinarji. Avstrijsko vojno sodišče ga je med vojno 1917 kot veleizdajalca obsodilo na smrt.

### Odlikovanja
Leta 1976 je dobil svoje prvo odlikovanje - srebrno kolajno in je nato 1877 vstopil kot narednik v redno srbsko armado, v kateri se je hrabro udeleževal bitk in bojev proti Turkom. Ko je bil odlikovan z zlato hrabrostno kolajno, je postal podporočnik ter se v vojni in miru izkazal kot izvrstni častnik. Pri Slivnici si je Vukasović 1885 zaslužil Takovski križ.